# Битва при Хлумці

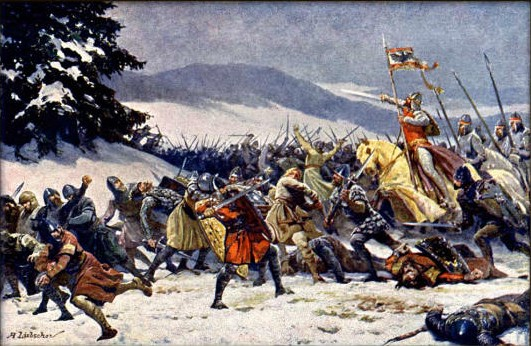
Адольф Лібшер Перемога Собіслава I 11 лютого 1126 року

1. | Битва при Хлумці                                                                                            | Битва при Хлумці               |
| --- | ------------------------------ |
| Король Лотар II під час битви при Хлумці 1126 року. Ілюстрація з книги Historia septem sapientum, 1450 рік. |                                |
| 50°40′00″ пн. ш. 13°56′00″ сх. д. / 50.66666667° пн. ш. 13.93333333° сх. д.                                 |                                |
| Дата: 18 лютого 1126 Місце: околиці селища Хлумец чи Їлове Результат: перемога богемських військ            |                                |
| Сторони |                                |
| Священна Римська імперія Моравія                                                                            | Чехія                          |
| Командувачі                                                                                                 |                                |
| Лотар II Отто II Чорний †                                                                                   | Собіслав I                     |
| Дата: | 18 лютого 1126                 |
| Місце: | околиці селища Хлумец чи Їлове |
| Результат:                                                                                                  | перемога богемських військ     |

Битва при Хлумці — вирішальна битва у війні між імператором Священної Римської імперії Лотаром II і князем Чехії Собіславом I з роду Пржемисловичів, що відбулася 18 лютого 1126 року поблизу селища Хлумец.
Собіслав прагнув зайняти місце свого брата, Владислава I, померлого в 1125. Оломоуцький і Брненський князь Отто II Чорний також претендував на роль правителя Богемії і звернувся за допомогою до імператора Лотаря II. Армія Лотаря простувала по Богемії, поки не зустрілася з армією Собеслава поблизу села Хлумец, або поблизу містечка Їлове (точне місце битви невідоме).
Підсумком битви стала повна перемога Собіслава. Отто II загинув у бою, а Лотар II був захоплений у полон. В обмін на свободу Лотар визнав інвеституру Собіслава. Ця перемога також дозволила Богемії обмежитися у взаєминах із Священною Римською імперією лише даниною й придворною та військовою службою чеських володарів.

## Цікаві факти
- За легендою чеське військо билося саме під тією хоругвою Св. Войцеха, яка була прикріплена до списа Св. Вацлава. В один із моментів битви капелан побачив самого Св. Вацлава, який воює на боці чехів.[2]